# Solo un bacio per favore
Solo un bacio per favore è un film del 2007 scritto, diretto e interpretato da Emmanuel Mouret.
È stato presentato nelle Giornate degli autori alla Mostra del cinema di Venezia.

## Riconoscimenti
- 2008 - Festival du Film de Cabourg
  - Swann d'oro al miglior regista